# Verginasolen

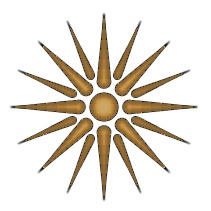
Verginasol

Verginasolen är en symbol som användes i det antika Makedonien.
Den används nu som landskapsflagga av det grekiska landskapet Makedonien samt i Republiken Makedoniens flagga.

## Bildgalleri

Republiken Makedoniens flagga (dagens Nordmakedonien)
Republiken Makedoniens flagga 1992–1995
Flaggan för regionen Makedonien i Grekland